# Valeriy Dmitriyev

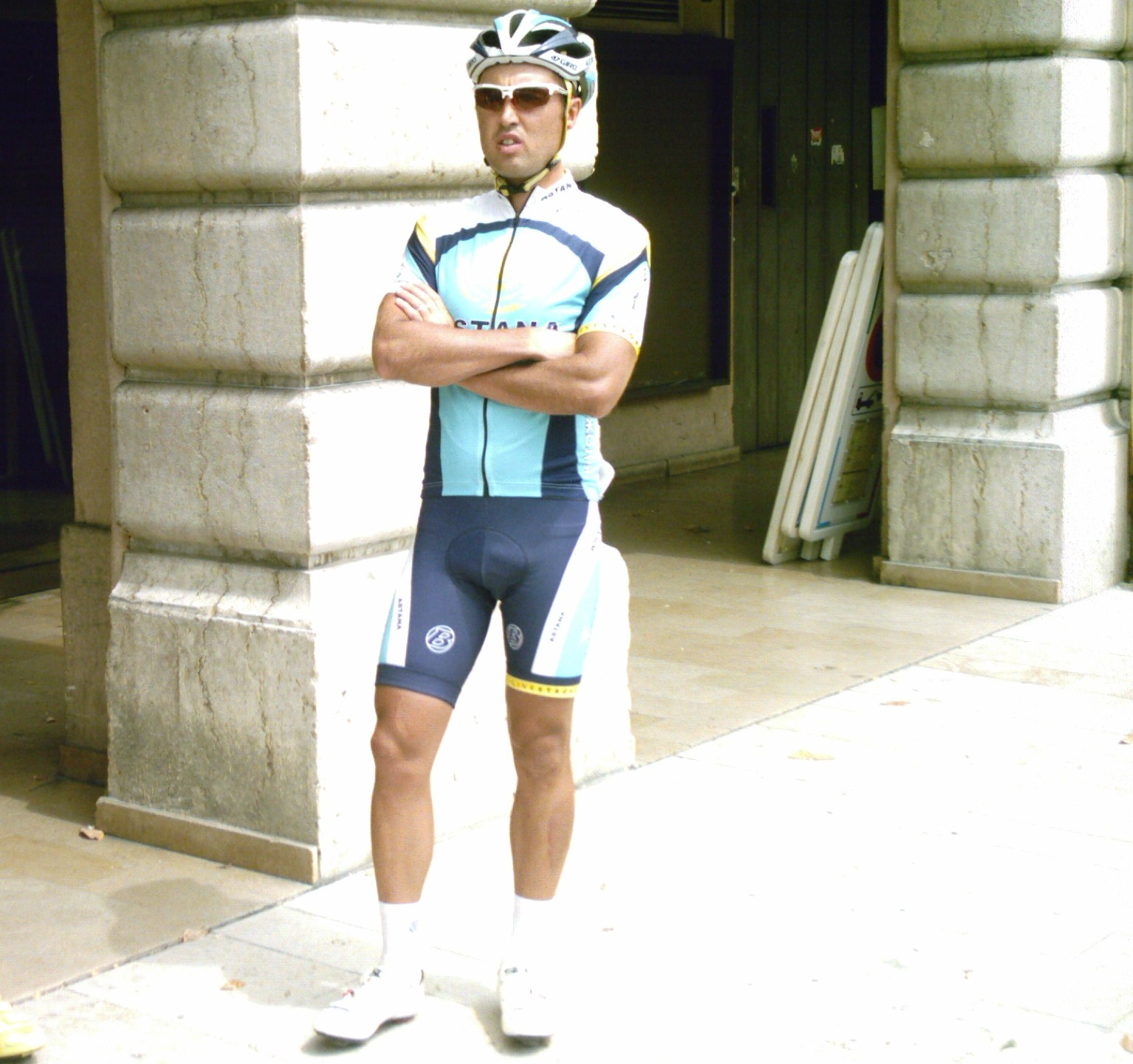
Valeriy Dmitriyev.

Valeriy Dmitriyev es un ciclista profesional kazajo nacido el 10 de octubre de 1984.
Debutó como profesional el año 2004 con el equipo kazajo Capec. En 2009 fichó por el equipo ProTour Astana.

## Palmarés
2004
- 3.º en el Campeonato Asiático en Ruta

2005
- Tour de Grecia, más 2 etapas

2006
- 1 etapa en el Tour de Egipto

## Equipos
- Capec (2004-2006)
- Ulán (2008)
- Astana (2009)